# Zjawa (film)
Zjawa (ang. The Revenant) – amerykański film historyczno-przygodowy z 2015, którego reżyserem, współautorem i współproducentem jest Alejandro Gonzalez Iñárritu. Scenariusz autorstwa Iñárritu i Marka L. Smitha częściowo opiera się na powieści Michaela Punke pod tym samym tytułem. Opowiada, częściowo opartą na faktach, historię trapera i „człowieka pogranicza” Hugh Glassa, który w 1823 roku przemierzał tereny dzisiejszej Montany i Dakoty Południowej. W rolach głównych występują Leonardo DiCaprio jako Glass, a także Tom Hardy, Domhnall Gleeson i Will Poulter.
Prace nad filmem rozpoczęły się w sierpniu 2001 roku, kiedy producent Akiva Goldsman kupił prawa do rękopisu Punkego. W sierpniu 2011 Iñárritu podpisał kontrakt na wyreżyserowanie filmu na jego podstawie. Ze względu na inne filmy kręcone w tym czasie przez reżysera początek zdjęć był kilkukrotnie opóźniany, jednak ostatecznie w kwietniu 2014 Iñárritu potwierdził, że pracuje nad scenariuszem, i że w postać Glassa wcieli się DiCaprio. Zdjęcia rozpoczęły się w październiku 2014; problemy z lokalizacją i ekipą przeciągnęły zakończenie prac, planowane pierwotnie na maj 2015, na sierpień tego roku.
Premiera Zjawy odbyła się 16 grudnia 2015 w Grauman’s Chinese Theatre w Los Angeles. Po niej nastąpiła seria pokazów dla ograniczonej widowni rozpoczęta 25 grudnia, a 8 stycznia 2016 film trafił do szerokiej dystrybucji na całym świecie.
Film otrzymał pozytywne recenzje, chwalono zarówno obsadę, jak i reżyserię i zdjęcia. Film zdobył trzy Złote Globy, pięć nagród BAFTA, a podczas 88. ceremonii wręczenia Oskarów Iñárritu, DiCaprio i Lubezki otrzymali statuetki odpowiednio za najlepszą reżyserię, najlepszą grę aktorską i najlepsze zdjęcia. DiCaprio zdobył także Złoty Glob dla najlepszego aktora, nagrodę Gildii Aktorów Filmowych za wybitną rolę męską, nagrodę Critics’ Choice oraz nagrodę BAFTA dla najlepszego aktora pierwszoplanowego.

## Obsada
- Leonardo DiCaprio jako Hugh Glass[3]
- Tom Hardy jako John Fitzgerald[3]
- Domhnall Gleeson jako Andrew Henry[4]
- Will Poulter jako Jim Bridger[3]
- Duane Howard (Nutka z wyspy Vancouver, BC) jako Elk Dog, wódz Arikarów
- Forrest Goodluck jako Hawk, syn Glassa
- Isaiah Tootoosis (Kri Równin z Saskatchewan) jako Hawk w dzieciństwie
- Paul Anderson jako Anderson
- Arthur Redcloud jako Hikuc
- Grace Dove jako żona Hugh Glassa
- Brendan Fletcher jako Fryman
- Kristoffer Joner jako Murphy
- Joshua Burge jako Stubby Bill
- Melaw Nakehk'o jako Powaqa, córka Elk Dog
- Brad Carter jako Johnnie[5]
- Lukas Haas jako Jones[6]
- Tyson Wood jako Weston

## Fabuła
Akcja filmu rozgrywa się w 1823. Na niebezpiecznych obszarach przyszłego Terytorium Dakoty grupa traperów i myśliwych pod dowództwem kapitana Andrew Henry’ego przeprowadza polowanie w celu zdobycia wartościowych futer. Zasadzkę na nich urządzają Indianie Arikarowie: córka ich wodza, Powaqa, została uprowadzona przez traperów. Z zasadzki uchodzi tylko mała część białych. Uciekając przed Indianami, jeden z doświadczonych traperów, Hugh Glass, zostaje poważnie ranny podczas starcia z niedźwiedziem grizzly. Grupa niesie go na prowizorycznych noszach, jednakże zły stan rannego spowalnia marsz. Jeden z traperów, John Fitzgerald, sugeruje, że jego śmierć mogłaby rozwiązać problem. Henry początkowo się z nim zgadza i sam chce zastrzelić Glassa, ale nie jest w stanie tego zrobić. Oferuje więc pieniądze temu, kto zostanie z rannym do czasu, aż umrze. Kiedy na ochotników zgłaszają się dwaj chłopcy – syn Glassa Hawk i Jim Bridger – Fitzgerald mówi, że w ten sposób zginie prawdopodobnie cała trójka. Henry podnosi więc nagrodę na tyle, że na ochotnika zgłasza się jeszcze sam Fitzgerald. Pozostawiony z Glassem usiłuje go zabić, ale zostaje powstrzymany przez Hawka. Dochodzi między nimi do szamotaniny, w wyniku której chłopak ginie. Gdy Bridger wraca, Fitzgerald mówi mu, że nie wie, gdzie jest Hawk. Wymyśla też historię o Indianach, których miał zobaczyć po drugiej stronie rzeki, co miało być pretekstem, by pozostawić Glassa. Odchodząc z Fitzgeraldem, Bridger pozostawia na piersiach Glassa swoją menażkę z wodą.
Kapitan Henry tymczasem wraz z grupą ocalałych myśliwych powraca do Fortu Kiowa. Wkrótce docierają tam również Bridger i Fitzgerald, który opowiada Henry’emu, co się rzekomo wydarzyło. Za swoje zasługi otrzymuje od niepodejrzewającego niczego kapitana obiecaną nagrodę. Bridger nagrody nie przyjmuje. Tymczasem Glass, motywowany przez wizje żony (była Pauniską), zamordowanej kilka lat wcześniej przez amerykańskich żołnierzy, przez kilka dni z trudem czołga się po lesie i żywi korzonkami. W końcu zostaje wytropiony przez Arikarów, ale udaje mu się uciec i spotkać przyjaźnie nastawionego Indianina (Paunisa, jak jego zmarła żona), którego rodzina została niedawno wymordowana przez Siuksów. Hikuc pomaga mu przeżyć poprzez zbudowanie prowizorycznego schronienia i obłożenie jątrzących się ran (zadanych przez niedźwiedzia) larwami owadów, które oczyszczają rany z martwej tkanki.
Gdy Glass w końcu budzi się z letargu zauważa, że został sam, a niedaleko rozbili obóz francuscy traperzy, którzy powiesili Hikuca na pobliskim drzewie. Traper postanawia odzyskać konia Hikuca i wtedy dostrzega gwałconą dziewczynę. Okazuje się, że jest to córka wodza Arikarów, Powaqa. W czasie następującego zamieszania i walki, każde z nich ucieka w inną stronę. Glass gubi menażkę Bridgera, a następnie traci konia, spadając z nim z urwiska. Szczęśliwie sam nie odnosi większych obrażeń, a po odzyskaniu świadomości wnętrze końskiego truchła wykorzystuje jako schronienie przed nadciągającą zamiecią śnieżną. W międzyczasie Arikarowie likwidują francuskich traperów i odzyskują Powaqa.
Kilkanaście dni później jeden z pozostałych przy życiu francuskich traperów, zmierzając do Fortu Kiowa, znajduje menażkę, którą zgubił Glass. To sprawia, że kpt. Henry rozpoczyna poszukiwania, w wyniku których odnajduje trapera. Ujawnia również prawdziwy przebieg wydarzeń. Tymczasem Fitzgerald ucieka z fortu, okradając przy okazji sejf dowódcy. Glass chcąc pomścić syna, rozpoczyna wraz z Henrym pościg. Zbliżając się do ściganego w zasypanym śniegiem lesie, rozdzielają się. Fitzgerald zabija i skalpuje Henry’ego. Głos wystrzału nakierowuje Glassa na Fitzgeralda. Glass ściera się z nim, rani i nie zabijając wpycha do mroźnego górskiego potoku, pamiętając, co powiedział Hikuc („zemsta pozostaje w rękach Stwórcy”). W tym momencie do drugiej strony potoku nadciągają Arikarowie wraz z uwolnioną Powaqa. Dobijają Fitzgeralda, skalpują i oddalają się, pozostawiając Glassa samemu sobie. Ten ponownie doznaje wizji zmarłej żony.

## Aspekty dotyczące ludności tubylczej
Film został także zauważony za niezwyczajną w praktyce Hollywood dbałość o realistyczne przedstawienie przedstawicieli Pierwszych Narodów (ostatnim filmem, który uzyskał aklamacje z tego powodu był Tańczący z wilkami sprzed ćwierć wieku), a jednym z pierwszych filmów, gdzie przedstawiono rdzennych mieszkańców Ameryki Północnej w pozytywnym ujęciu był Fort Apache (1948) Johna Forda. Dyrekcja filmu zatrudniła tubylców w rolach amerykańskich autochtonów oraz kilku tubylczych doradców. Craig Falcon (Czarne Stopy) był odpowiedzialny za kulturową wiarygodność fragmentów z ich udziałem, a Loren Yellow Bird (Arikara) uczył aktorów zamierających języków Arikarów i Paunisów, na co dzień pracujący w skansenie Fort Union w Płn. Dakocie, a więc na obszarze, gdzie toczy się akcja filmu, co w jakimś sensie dodaje mu autentyczności. Glass w komunikacji z żoną, synem oraz Hikuc posługuje się także częściowo językiem Paunisów. Zadbano też o wiarygodność strojów, rytualnego malowania oraz użyto strzał do łuków, wyprodukowanych przez indiańskiego rzemieślnika Eric’a Smith (Czikasaw).
Craig Falcon, zapytany czym należy tłumaczyć tę zmianę tonu w przedstawianiu przedstawicieli Pierwszych Narodów, powiedział, że być może reżyser, jako Meksykanin (większość ma pochodzenie indiańskie) posiada w sobie szczątki DNA, który pozwalają mu zrozumieć znaczenie tego pokrewieństwa.

## Produkcja

### Przygotowania
Pierwsze próby realizacji filmu, rozpoczęły się w sierpniu 2001, gdy producent Akiva Goldsman nabył prawa do nieopublikowanego rękopisu Michaela Punke’a, na podstawie którego David Rabe napisał scenariusz. Reżyserią miał się zająć Park Chan-wook, a główną rolę zagrać Samuel L. Jackson. Park porzucił jednak projekt, który został wstrzymany do 2010. Wówczas Mark L. Smith napisał nową adaptację powieści dla producenta Steve’a Golina. W maju 2010 Smith ujawnił, że reżyserią zajmie się John Hillcoat, a Christian Bale prowadzi negocjacje, by zagrać główną rolę. Jednakże w październiku tego samego roku Hillcoat zrezygnował z realizacji filmu. Na jego następcę rozważano Jean-François Richeta, ale kontrakt ostatecznie podpisał w sierpniu 2011 Alejandro G. Inárritu. Potwierdzono również udział Goldsmana i jego wytwórni Weed Road Pictures. W listopadzie reżyser ujawnił, że do głównych ról chciałby zaangażować Leonardo DiCaprio i Seana Penna.
W marcu 2012 produkcja została wstrzymana, ponieważ wytwórnia New Regency Productions wynajęła Inárritu do wyreżyserowania adaptacji jednej z powieści Jennifer Vogel. W grudniu reżyser ogłosił, że jego kolejnym filmem będzie Birdman, za którego zdobył Oscara w 2015. Ostatecznie ustalono, że zdjęcia do Zjawy ruszą po zakończeniu produkcji Birdmana.

### Zdjęcia
Główne zdjęcia ruszyły w październiku 2014 roku. Podczas produkcji reżyser był stanowczo za tym, by scenerie były całkowicie naturalne, a nie generowane komputerowo, co miało podkreślić ambitną naturę filmu. W grudniu zaplanowano dwutygodniową przerwę, która przedłużyła się do sześciu tygodni, przez co aktor Tom Hardy musiał zrezygnować z innego projektu. W lutym 2015 roku Inárritu stwierdził, że produkcja potrwa do końca kwietnia lub maja, ponieważ ekipa filmowa realizuje zdjęcia w tak odległych miejscach, że czas na dotarcie na miejsce i powrót zajmuje im czterdzieści procent całego dnia. Ostatecznie główne zdjęcia zakończono w sierpniu 2015 roku.
Film kręcono w 12 różnych miejscach i trzech krajach – Kanadzie (Alberta, Kolumbia Brytyjska), USA (Montana) i Argentynie Ziemia Ognista (archipelag).
Początkowo zakładano, że cały film zostanie zrealizowany w Kanadzie, jednakże ze względu na zbyt ciepłą aurę i brak śniegu, końcowe zdjęcia przeniesiono do Argentyny.
Większość filmu nakręcono na obszarze parków znajdujących się w Kananaskis Country (min. Bow Valley, Spray Lakes Road z Castle Rock gdzie zbudowano palisadowy Fort, Fortress Mountain Ski Resort) usytuowanych u podnóża kanadyjskich Górach Skalistych na zachód od Calgary (Alberta) w pobliżu Parku Narodowego Banff oraz w Badlands of Drumheller (na płn. wschód od Calgary) i w Dead Man’s Flats koło Canmore na zachód od Calgary.
W Indian Morley Reserve, część rezerwatu Stoney Nakoda First Nation – nagrano sceny otwierające (napad Arikarów na obóz traperów).
W Squamish Valley (Kolumbia Brytyjska) – w Derringer Forest sfilmowano scenę ataku niedźwiedzia. W tej samej dolinie w miejscu Squamish Rainforest zwanym Shovehouse Creek filmowano idących, polujących i zakładających obozowiska traperów.
W Kootenai Falls near Libby (Montana) nagrywano 10 dni sceny na rzece z wodospadem.
Ostatnie sceny filmu zostały ujęte nad małą rzeką Olivia w pobliżu miasta Ushuaia na Ziemi Ognistej w Argentynie.
Nic dziwnego, że w lipcu 2015 roku ogłoszono, że początkowy budżet filmu ustalony na 60 mln dolarów wzrósł do 95, ale m.in. z powodu opóźnień ostatecznie zamknął się w kwocie 135 mln dolarów. Na koniec marca 2016 dochody z kin osiągnęły prawie $510 mln.
Prapremiera odbyła się 16 grudnia 2015 roku w Grauman’s Chinese Theatre, a w ograniczonym zakresie film pojawił się w amerykańskich kinach 25 grudnia, ze względu na rozdanie Oscarów w 2016 roku. Natomiast ogólnokrajowa premiera w USA i Kanadzie odbyła się 8 stycznia 2016.

## Odbiór

### Box office
Budżet filmu jest szacowany na 135 milionów dolarów. W Stanach Zjednoczonych i Kanadzie film zarobił blisko 184 mln USD. W innych krajach przychody wyniosły ponad 349 mln, a łączny przychód z biletów około 533 miliony dolarów.

### Krytyka w mediach
Film spotkał się z dobrą reakcją krytyków. W serwisie Rotten Tomatoes 79% z 382 recenzji jest pozytywne, a średnia ocen wyniosła 7,84/10. Na portalu Metacritic średnia ocen z 50 recenzji wyniosła 76 punktów na 100.
Serwis Prime News wymienił Zjawę na liście dziesięciu najlepszych filmów o tematyce survivalowej.